# Tetrastigma angustifolia
Tetrastigma angustifolia är en vinväxtart som först beskrevs av William Roxburgh, och fick sitt nu gällande namn av D.B. Deb. Tetrastigma angustifolia ingår i släktet Tetrastigma och familjen vinväxter. Inga underarter finns listade i Catalogue of Life.